# فوسفاتيديل سيرين
فوسفاتيديل سيرين هو شحمي فسفوري (فوسفوليبيد) يُكوِّن غشاء الخلية. ويلعب دوراً رئيسياً في دورة الإشارات الخلوية وتحديداً في العلاقة مع موت الخلايا، فإنه المسار الرئيسي لدخول الفيروسات للخلية عن طريق التمويه الفيروسي المميت.

## البناء
فوسفاتيديل سيرين هو شمحي فسفوري (وتحديداً جليسروفوسفوليبيد). وهو يتكون من اثنين من الأحماض الدهنية التي تتعلق في الربط استر إلى الكربون الأول والثاني من الجلسرين؛ والسرين يتعلق من خلال الربط الفوسفودايدي إلى الكربون الثالث من الجلسرين.
الفوسفاتيديل سيرين القادم من النباتات يختلف عن الفوسفاتيديل سيرين القادم من الحيوانات في تكوين الأحماض الدهنية.